# 다니엘레 크로스타
다니엘레 크로스타(이탈리아어: Daniele Crosta, 1970년 5월 5일~)는 이탈리아의 펜싱 선수로 주 종목은 플뢰레이다. 2000년 하계 올림픽 남자 플뢰레 단체전 동메달을 획득했으며 세계 선수권 대회에서 동메달 1개를 획득했다.

## 수상

### 수훈
- 기사 이탈리아 공화국 공로장(2000년 10월 3일)